# Fucked Up
Fucked Up ist eine kanadische Hardcore-Band.

## Geschichte
Gegründet wurde Fucked Up im Jahr 2001 von Mike Haliechuk alias 10,000 Marbles (Gitarre), Josh Zucker alias Concentration Camp / Gulag (Gitarre), Sandy Miranda alias Mustard Gas (Bass) und Chris Colohan (Schlagzeug), der die Band aber bald wieder verließ. Kurz vor den ersten Demo-Aufnahmen stießen Damian Abraham alias Pink Eyes (Gesang) und Jonah Falco alias Mr Jo (Schlagzeug) zur Band. Falco spielt mit Haliechuk außerdem in der Band Career Suicide. Fucked Up tourte zunächst vor allem in und um Toronto und brachte eine Reihe von Singles und EPs heraus, von denen einige 2004 auf der selbstveröffentlichten CD Epics in Minutes zusammengefasst wurden.
2005 übernahm David Eliade das Management der Band. Er ist außerdem für Design und Layout verantwortlich, arbeitet an den Texten mit und wird von der Band als offizielles Mitglied bezeichnet, obwohl er so gut wie keine öffentlichen Auftritte absolviert und auch kein Instrument spielt. Eliade vermittelte einen Plattenvertrag mit dem kleinen Label Jade Tree Records, auf dem 2006 das Debüt-Album Hidden World veröffentlicht wurde. Im gleichen Jahr ging Fucked Up erstmals auf Europa-Tournee. Anfang 2007 folgte der erste Fernsehauftritt bei MTV, bei dem turbulente Zuschauerreaktionen für erheblichen Sachschaden sorgten, ebenso bei einem zweiten MTV-Auftritt im Herbst 2008.
2007 stieß Ben Cook alias Young Governor als dritter Gitarrist zur Band. 2008 unterzeichnete die Band einen Vertrag bei Matador Records und veröffentlichte das zweite Studio-Album The Chemistry of Common Life. Das Album machte die Band einem größeren Publikum bekannt und wurde 2009 mit dem Polaris-Preis in der Kategorie "Bestes Album" ausgezeichnet. 2009 veröffentlichte die Band eine Coverversion von Do They Know It’s Christmas?, auf der u. a. Bob Mould, GZA, Yo La Tengo, Ezra Koenig von Vampire Weekend und Kevin Drew von Broken Social Scene mitwirkten.
2011 erschien das dritte Studioalbum David Comes to Life, eine Rockoper, die in Großbritannien während der Regierungszeit Margaret Thatchers spielt. Das Album erhielt zahlreiche positive Kritiken und brachte Fucked Up erstmals in die amerikanischen und britischen Albumcharts. In limitierter Auflage erschien außerdem das Album David’s Town, angeblich eine Dokumentation der Musikszene in der fiktiven britischen Stadt Byrdesdale Spa in den Siebzigern, in Wahrheit aber komplett von Fucked Up und einigen Gastmusikern eingespielt, darunter Danko Jones und Dylan Baldi von Cloud Nothings.
2012 wurde Fucked Up mit David Comes to Life erneut für den Polaris-Preis nominiert, unterlag aber der Sängerin Feist mit ihrem Album Metals. 2014 erschien das vierte Studio-Album Glass Boys. Es folgten weitere Alben, 2024 erschienen gleich drei im selben Jahr.

## Diskografie
Studioalben
- 2006: Hidden World
- 2008: The Chemistry of Common Life
- 2011: David Comes to Life
- 2014: Glass Boys (Matador Records)
- 2015: Year of the Hare (Deathwish Inc.)
- 2016: Zanzibar (Fucked Up Records)
- 2018: Dose Your Dreams (Fucked Up Records)
- 2021: Year of the Horse (Fucked Up Records)
- 2023: One Day (Fucked Up Records)
- 2024: Who's Got the Time & a Half? (Fucked Up Records)
- 2024: Another Day (Fucked Up Records)
- 2024: Someday (Fucked Up Records)

Kompilationen
- 2004 Epics in Minutes
- 2010 Couple Tracks: Singles 2002-2009